# Mathieu IV d'Alexandrie
Mathieu IV d'Alexandrie (Copte)  (mort le 15 août 1675) est le 102e patriarche copte d'Alexandrie.

## Biographie

### Origine
Le futur patriarche Mathieu est connu sous le nom de Anba Matta El-Meeri, ou encore Mathieu de Meer. Il nait dans une famille très pieuse  ses parents sont justes, miséricordieux et bienveillants. Ils appartiennent aux « riches » de la ville de Meer, district d'Ashmonain, dans le diocèse de Qousqam, connu sous le nom d'El-Mouharaq. Ils étaient propriétaires de vastes terres agricoles et du bétail. Baptisé à la naissance Guirguis il est très proche de ses parents et contrairement à ses deux autres frères ils ne lui demandent pas de travailler à la ferme ou de s'occuper du bétail. Élevé avec douceur et décence il se consacre à la lecture et l'étude des saintes écritures jusqu'à ce qu'il devienne capable d'expliquer et d'interpréter leurs significations à ceux qui avaient des difficultés à les comprendre. Devenu adulte il renonce au monde et se rend au monastère de Sainte-Marie connu sous le nom de « Deir Baramos » (c'est-à-dire: monastère des Romains) dans le désert de  Scété, où il reste six ans. Dans un songe il voit ses parents affligés car ils pensaient qu'il était mort, puisqu'ils n'avaient pas plus de ses nouvelles. Immédiatement il prévient ses frères du monastère qui lui conseillent de se rendre dans sa ville natale pour voir sa famille. Il rentre alors à Meer où ses parents sont extrêmement heureux de le voir vivant. Afin de se l'attacher ils veulent le marier, mais lorsqu'il apprend incidemment par un ami que ses parents avaient l'intention de lui trouver une épouse, il s'enfuit et retourne au monastère.

### Moine
Les moines accueillent son retour avec une grande joie et il vit avec ces saints hommes dans l'amour et le service fidèle de Dieu, lorsqu'il devient moine. Il est ensuite ordonné prêtre pour le monastère. Il s'épuise en veille, en prières, en adorations et en s'agenouillant plus qu'il n'était exigé des autres moines. Il jeûne du coucher du soleil au coucher du soleil du lendemain et en hiver, il  jeûne deux jours de suite. Il conserve cette manière de vivre tous les jours de sa vie jusqu'à ce qu'il obtienne la faveur de Dieu, par ses bonnes actions, sa piété et de son ascèse.

### Election controversée
Lorsque le pape Marc VI, le 101e patriarche, meurt, les évêques, les prêtres et les dirigeants laïcs recherchent un « nouveau berger » à ordonner à sa place. Ils demandent aux moines du désert et des monastères de les guider dans leur choix vers un homme apte à occuper cette position. Les moines les conduisent vers Guirguis. Lorsqu'ils lui demandent de venir à Misr (Le Caire), il refuse d'accéder à leur proposition et ils sont contraints d'envoyer des soldats du gouvernement, qui le saisissent et l'amènent à Misr.
Pendant ce temps, les habitants de Misr (Le Caire) impatients font appel à un autre prêtre pieux, nommé Jean veulent l'ordonner patriarche, de ce fait un conflit éclate et le gouverneur est contraint d'appréhender les deux candidats et de les emprisonner pendant quarante jours. Comme l'affaire se prolongea, les évêques se réunissent et décident de tirer au sort 
devant toute la communauté. Les soldats décident également dans faire de même dans le bâtiment du gouvernement. Chaque tirage au sort, désigne Guirguis !  Une nuit, les soldats du gouverneur voient une bougie allumée planer au-dessus de la tête du père Guirguis dans sa prison et ils décident alors de le nommer Patriarche. Après ce long conflit toute la communauté copte fut contente.

### Patriarcat
Guirguis est ordonné le dimanche 30e jour de Hatour, 1377 A.M. (6 décembre 1660 AD.) sous le règne du sultan ottoman Mehmet IV. Son ordination est célébrée de manière splendide et grandiose devant une assistance nombreuse. Lorsqu'il est intronisé en tant que patriarche dans la cellule patriarcale de Haret-Zewailah, il considéra les affaires conjugales et familiales et les affaires de l'Église avec des jugements sévères, justes et équitables. Il était doux et humble, n'aimait pas l'attention et l'exaltation. selon la tradition;  il ne s'est jamais assis sur une chaise dans l'église, mais s'est tenu à côté d'elle jusqu'à la fin du service. Il a rendu visite aux veuves, aux orphelins et aux prisonniers et se préoccupe des moines des monastères, répondant à leurs besoins. Il chérissait les monastères et les églises, car il menait une vie simple comme ces moines qui vivaient dans le désert. Le pape Mathieu IV, a été le dernier à habiter la cellule patriarcale de Haret-Zewailah car il transfère sa résidence à Haret-El-Roum en 1660 AD juste après son ordination.
Pendant son pontificat, l'église jouit de la paix et de la tranquillité et est illuminée de sa grâce. Toutefois en l'an 1387 A.M. (1671 apr. J.-C.), une grave peste  s'abat sur l'Égypte, provoquant de nombreux morts dans la population. Il ordonne deux métropolitains successifs pour le Église orthodoxe éthiopienne après le départ de son métropolite Youanis le treizième. Le premier fut Anba Khristozollo II, qui resta sur la siège de 1665 à 1672 apr. J.-C., sous le règne du roi Fasiladas d'Éthiopie. Le second était Anba Shenouda Ier, qui est resté sur la siège de 1672 à 1694 apr. J.-C. à l'époque de Yohannès Ier.
Lorsque Mathieu IV sentit que le moment sa mort approchait, il se rend au tombeau des Patriarches à Misr et lui dit : « Ouvre et reçois-moi afin que je puisse habiter avec mes frères vertueux ». A son retour dans sa résidence, il tombe malade et meurt après avoir convoqué les évêques et les prêtres et leur avoir recommandés le troupeau du Christ. Il appelle également l'abbesse d'un couvent proche et lui confie tout ce qu'il avait, en lui demandant de le remettre à son successeur, car ses biens étaient la propriété de l'église. Le 16e jour  de Mesrah de l'année 1391 A.M. (15 août 1675 A.D.) le Pape Mathieu IV (Mattheos), 102e Patriarche, meurt en paix dans un grand âge, après avoir occupé le siège de Saint-Marc pendant 14 ans, 8 mois et 9 jours. Il était âgé de 76 ans et il est inhumé dans le tombeau des Patriarches en l'église du Monastère Saint-Mercure dans le Vieux-Caire. Après sa mort le siège reste vacant pendant sept mois.
.